# Non aprite quella porta - L'inizio
Non aprite quella porta - L'inizio (The Texas Chainsaw Massacre: The Beginning) è un film horror del 2006.
La pellicola è il prequel di Non aprite quella porta (2003), il quale è un remake dell'omonimo film del 1974. Diretto da Jonathan Liebesman e prodotto da Michael Bay, il film è uscito nel circuito cinematografico degli Stati Uniti d'America il 6 ottobre 2006.
È il sesto film della serie Non aprite quella porta.

## Trama
Travis, Texas, agosto 1939. In un mattatoio, la signora Sloane durante l'imballaggio della carne partorisce un bambino deforme e muore di arresto cardiaco davanti agli occhi del proprietario del posto. Questi, poi, getterà il bambino in un bidone della spazzatura, disgustato dall'aspetto fisico del neonato. Il bambino verrà trovato dalla giovane Luda May Hewitt in cerca di cibo, la quale lo porterà a casa sua e lo alleverà come un figlio, chiamandolo Thomas. Attraverso alcune foto dei titoli di testa, si evince che l'infanzia di Tommy sia molto difficile: è regolarmente picchiato e deriso dai suoi compagni di scuola a causa del suo volto, che è deformato da una rara malattia che ha dalla nascita. Per questi motivi, Tommy assumerà comportamenti molto violenti, che lo porteranno ad uccidere animali, in modo da poterne usare la pelle per cucire maschere per coprirsi il volto.
Luglio 1969. Tommy, ormai adulto, va a lavorare nello stesso mattatoio della madre naturale, nonostante la crisi. In breve tempo per problemi di sanità, il mattatoio fallirà e Tommy sarà licenziato. Insultato dal proprietario, dentro Tommy scatterà il primo raptus omicida che lo porterà a colpire selvaggiamente con un martello il proprietario del mattatoio. Adocchiata una motosega, Tommy la prende e si allontana dal mattatoio. Ricevuta una segnalazione, lo sceriffo Winston Hoyt si recherà dapprima all'abitazione della famiglia Hewitt per informare i parenti, poi, con l'assistenza dello zio di Tommy, va ad arrestarlo. Con una doppietta, suo zio Charlie uccide lo sceriffo e ne prende cappello e distintivo, proclamandosi nuovo sceriffo della contea. L'omicidio sarà anche il primo atto di cannibalismo della folle famiglia Hewitt, che non può permettersi altro cibo a causa della crisi e che non vuole lasciare la terra natia.
Due fratelli, Eric e Dean, che partono per una vacanza con le loro ragazze Chrissie e Bailey, prima di arruolarsi nell'esercito per la guerra contro i vietcong, non possono immaginarsi che sulla loro strada li attende un grande pericolo, Tommy Hewitt con la sua folle famiglia appassionata di carne umana. Durante il viaggio, i quattro vengono improvvisamente attaccati da una motociclista, che li minaccia con un fucile. I ragazzi causano un incidente, ma la motociclista viene uccisa dal falso sceriffo, che "offre aiuto" ai ragazzi portandoli a casa Hewitt. Chrissie, sbalzata lontano dall'auto nell'incidente, assiste impotente all'allontanamento degli amici.
Con l'aiuto di Eric, Bailey scappa a bordo di una jeep, ma Tommy la raggiunge e la tira fuori dall'auto con un gancio affilato. Eric e Dean vengono torturati dal falso sceriffo, che li costringe a continue flessioni. Dean riesce a fuggire, ma tocca una trappola che gli si infilza nella gamba, mentre Eric viene portato nei sotterranei da Tommy, il quale lo inchioda ad un tavolo e gli strappa la pelle dalle braccia con un coltellaccio. Chrissie, vagando da sola nei dintorni in cerca d'aiuto, incappa nel fidanzato della motociclista, lo ferma e lo convince a penetrare in casa Hewitt di notte per liberare gli amici; così lei raggiunge Eric nei sotterranei. Dai rumori del piano superiore, Chrissie capisce che il fidanzato della motociclista è stato ucciso, e poco dopo, mentre sta provando a liberare il fidanzato, è costretta a nascondersi sotto il tavolo, poiché Tommy arriva subito e uccide Eric trapassandolo più volte con la motosega. Sempre con un coltello, Tommy rimuove la pelle e i capelli dal volto di Eric per farne una nuova maschera per il suo viso.
Chrissie viene scoperta mentre cerca di liberare Bailey e Dean, e viene costretta a sedersi a tavola con gli altri membri della famiglia Hewitt. Bailey, dopo che le sono stati cavati i denti, viene sgozzata con un paio di forbici da Tommy, il quale prende Chrissie e tenta di portarla nei sotterranei. Prendendo un coltello, Chrissie colpisce Tommy e riesce a fuggire da casa Hewitt, andandosi a rifugiare, però, nel mattatoio dove lavorava proprio Tommy. Si scopre che Dean è ancora vivo: picchia selvaggiamente il falso sceriffo per vendicare Bailey, e corre a salvare Chrissie, che nel frattempo è stata scoperta da Tommy. Dean viene ucciso da Tommy con la motosega, e Chrissie scappa dopo aver trovato le chiavi di un'auto vicino al cadavere del proprietario del mattatoio. Lungo la strada, Chrissie è sollevata quando vede una volante della polizia con due agenti, ma a quel punto Tommy, che era riuscito a entrare in auto senza farsi vedere né sentire, uccide Chrissie sempre con la motosega, mentre l'auto fuori controllo travolge i due agenti, uccidendoli. Tommy esce dalla vettura e si incammina verso casa.
(voce narrante alla fine del film)

## Produzione
A differenza dell'originale e del suo remake, non vi è una final girl. Il film, girato fra il 10 ottobre 2005 e il febbraio 2006, è costato circa 16 milioni di dollari. Si svolge nel 1969 ma si sentono canzoni che compariranno sul mercato solo dopo quell'anno. Ad esempio, All Right Now dei Free che si sente alla radio sarà distribuita solo nell'estate del 1970. Durante le riprese, l'attore R. Lee Ermey si dovette allontanare dal set per stare al fianco della madre morente. Il giovane attore Taylor Handley fece un'impressione così buona ai produttori e al regista quando fece l'audizione per il film, che fu inserito nel cast immediatamente.

## Distribuzione

### Censura
Il film è stato vietato in Italia ai minori di 14 anni. Negli Usa circolano due versioni: una è la versione internazionale, e l'altra la versione originale, reperibile soltanto nel DVD americano, in cui sono presenti scene di violenza prolungata (ad esempio l'intera sequenza dello scuoiamento del volto di Eric) che sono state tolte dalla versione internazionale, in modo da non farla vietare ai minori. Tuttavia, secondo l'opinione generale dei fan, anche nella versione tagliata il film è da considerarsi il più efferato della serie, nonché il più cupo. È stato il primo film in assoluto a ricevere il divieto ai minori di 18 anni in Islanda.

## Accoglienza
Il film ha ricevuto durante l'edizione dei Razzie Awards 2006 una nomination come Peggior prequel o sequel.

### Incassi
Durante la prima settimana di programmazione, il film incassò 22707121 $, coprendo del tutto i 16 milioni di dollari del budget. Alla fine incassò 39517763 $ in Nord America e 51764406 $ a livello globale.

## Sequel
Dopo gli scarsi incassi della versione home video del film, i produttori Brad Fuller e Andrew Form, in una conferenza stampa della Platinum Dunes, esclusero la possibilità di realizzare un ulteriore  sequel, dichiarando che la nuova serie di Non aprite quella porta, per la Dunes, sarebbe terminata con il prequel. Difatti, nel 2009, la Dunes cedette i diritti cinematografici della serie alla Twisted Pictures, la quale incaricò Stephen Susco di scrivere una sceneggiatura di un nuovo reboot della serie con una trama attualizzata. Il film è uscito nel 2013 con il titolo Non aprite quella porta 3D (Texas Chainsaw 3D).